# Ooencyrtus syrphidis
Ooencyrtus syrphidis är en stekelart som beskrevs av John S. Noyes 1985. Ooencyrtus syrphidis ingår i släktet Ooencyrtus och familjen sköldlussteklar.
Artens utbredningsområde är:
- Kuba.
- Ecuador.
- Guyana.
- Venezuela.

Inga underarter finns listade i Catalogue of Life.